# ハイデルベルク国際車いすマラソン
ハイデルベルク国際車いすマラソン（はいでるべるくこくさいくるまいすまらそん,独語:Internationaler Rollstuhlmarathon Heidelberg）は1991年から毎奇数年の6月に、ドイツで開催されている車いすマラソン大会である。

## 概要
周回コースの1周が約23kmであるため、2周するとフルマラソンの距離を超えるが、42.195km地点のタイムを計測するという。2001年の6回大会には日本の廣道純が参加し、1時間27分31秒で3位に入っている。なお、ハイデルベルクは、1972年夏季パラリンピックの開催地である。